# Carl Ludwig Gené

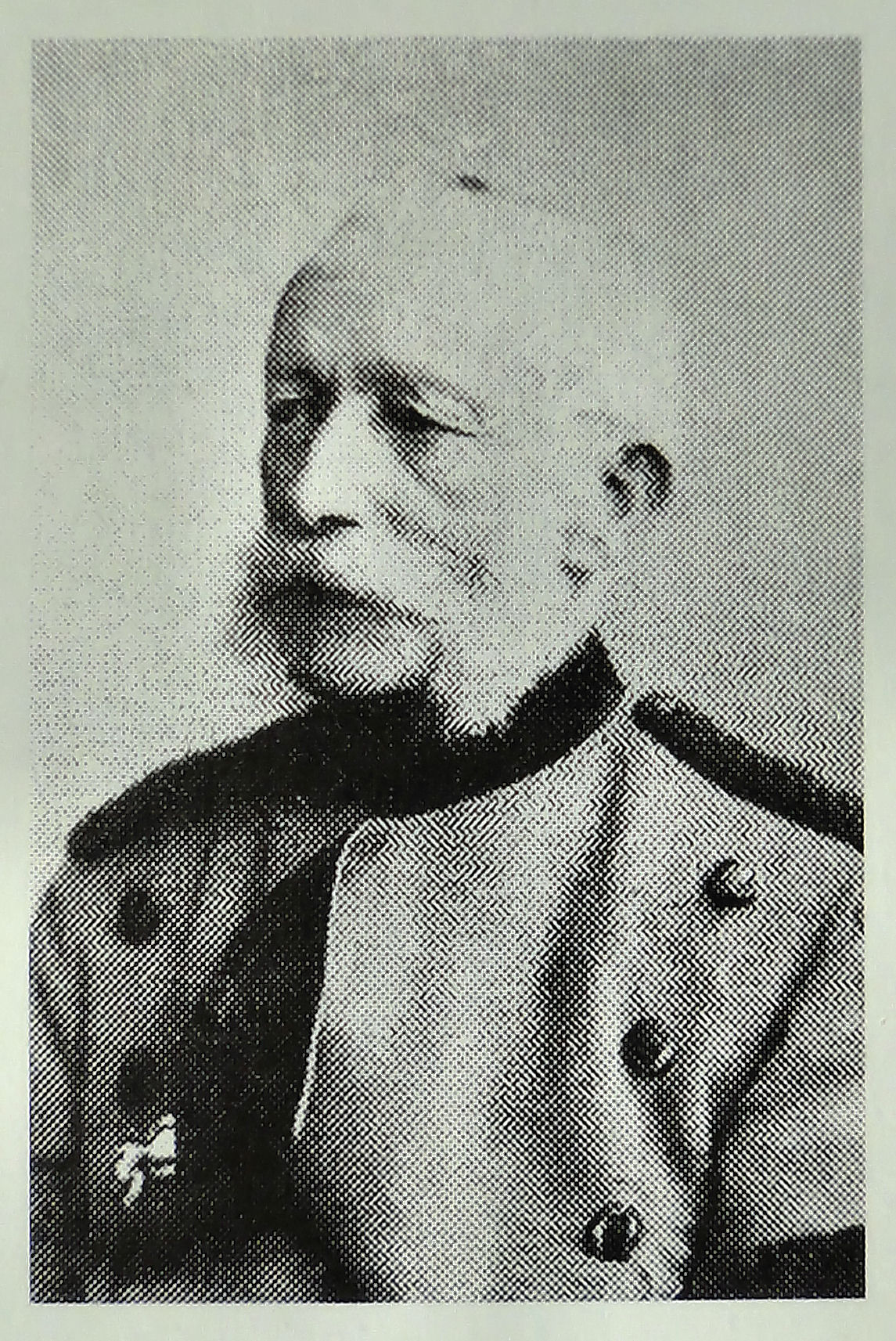
Carl Ludwig Gené

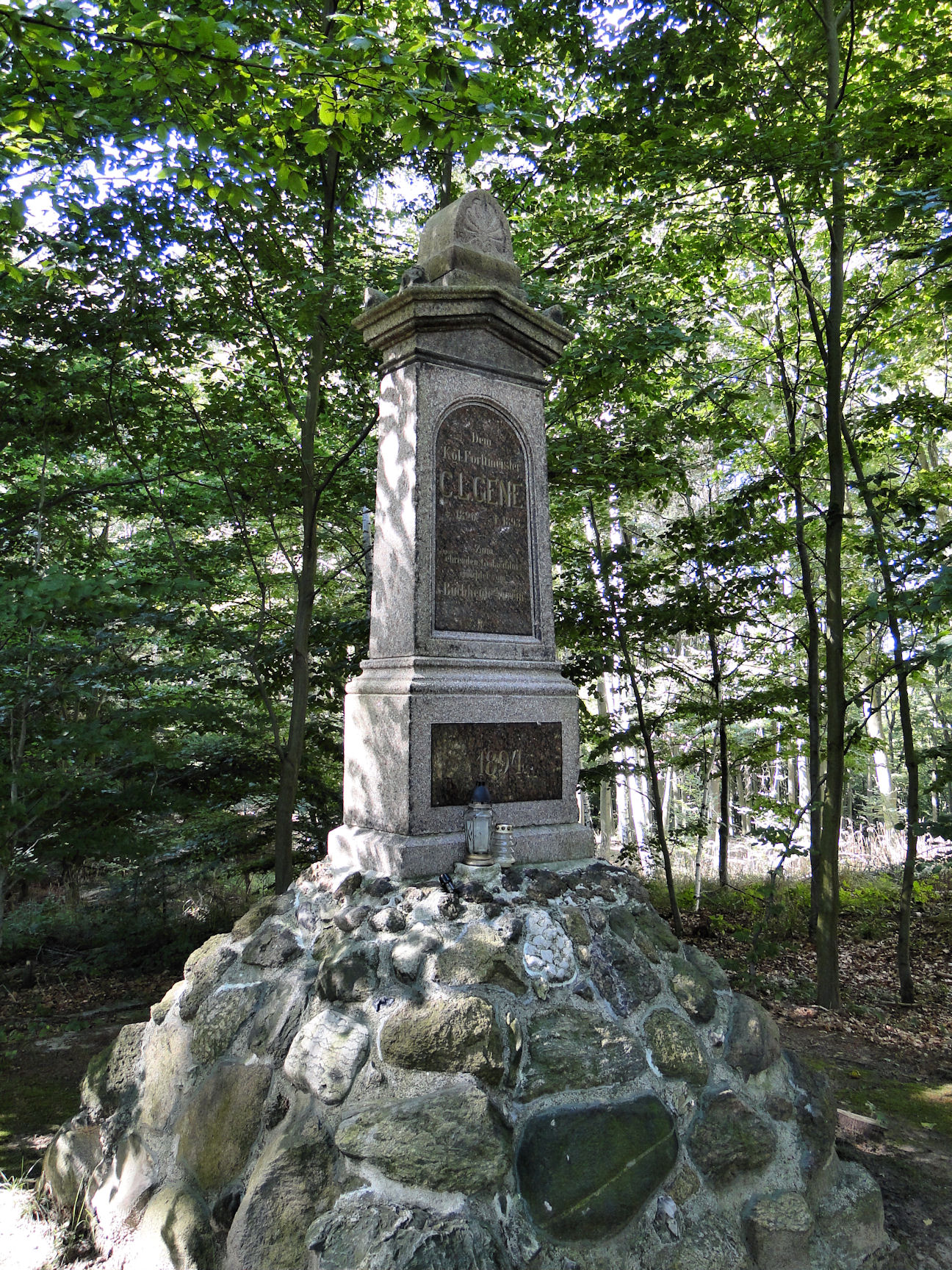
Denkmal für C.L.Gené (1894)

Carl Ludwig Gené (* 8. Mai 1820 in Kossenblatt; † 16. Juni 1893 in der Buchheide bei Stettin) war ein deutscher Forstmeister hugenottischer Abstammung.

## Leben und Werk
Gené studierte Forstwissenschaften an der Forstakademie in Eberswalde und sammelte erste berufliche Erfahrungen in der Provinz Posen. 1863 kam er als Förster nach Mühlenbeck (heute polnisch: Śmierdnica) im Kreis Greifenhagen bei Stettin. Hier war er verantwortlich für das Revier Buchheide, das heute ein Landschaftsschutzpark ist.
Gené sorgte dafür, dass der Raubbau am Wald eingedämmt wurde, forstete Lichtungen auf, ließ Wanderwege anlegen und beschrieb die Naturdenkmäler des Reviers. Ab 1870 begann Gené in der Nähe des Dorfes Glien (heute polnisch: Glinna) auf einer ehemaligen Baumschule durch Anpflanzung seltener Baumarten und Sträucher einen dendrologischen Garten anzulegen, aus der das heutige Arboretum (Ogród dendrologiczny w Glinnej) mit fast 800 Gattungen und Sorten hervorging.
Im Alter von 73 Jahren kam Carl Ludwig Gené bei einem Eisenbahnunfall ums Leben. Ein Jahr später ehrte ihn der Stettiner Buchheide-Verein mit einem noch heute existierenden Obelisken auf dem Höllenberg (polnisch: Piekielnik).